# Petunia exserta
Petunia exserta är en potatisväxtart som beskrevs av J.R. Stehmann. Petunia exserta ingår i släktet petunior, och familjen potatisväxter. Inga underarter finns listade i Catalogue of Life.

## Bildgalleri

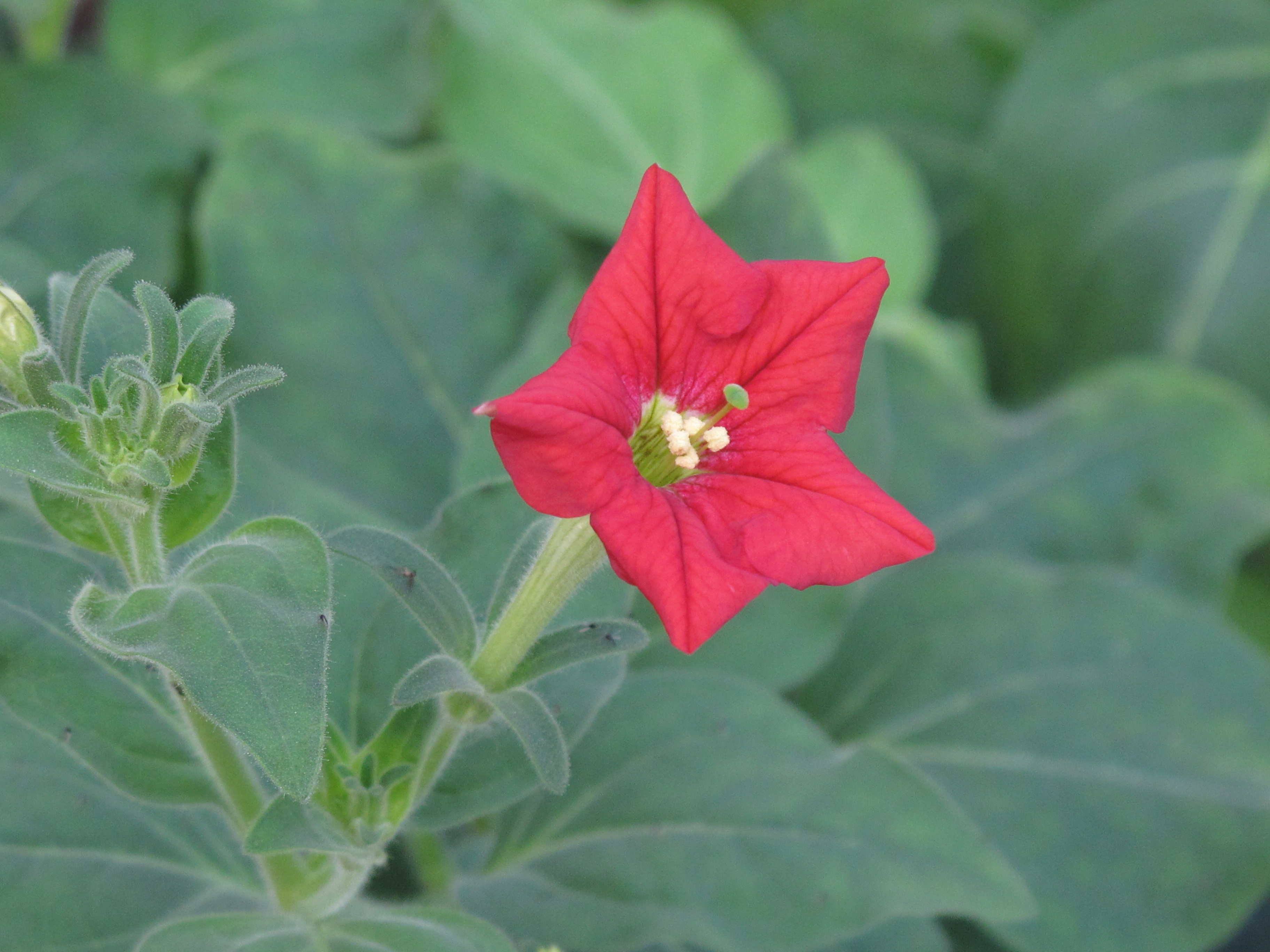
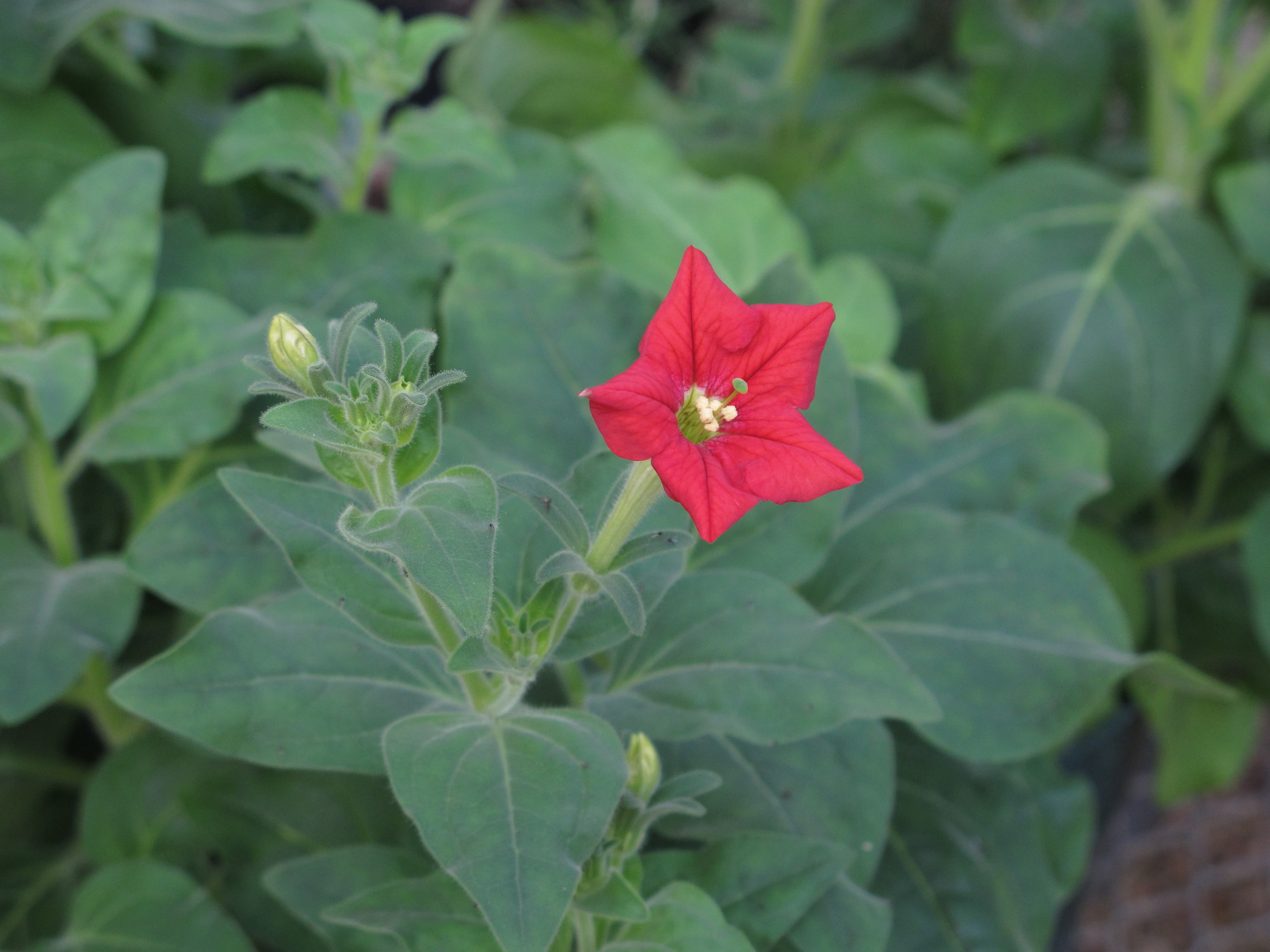
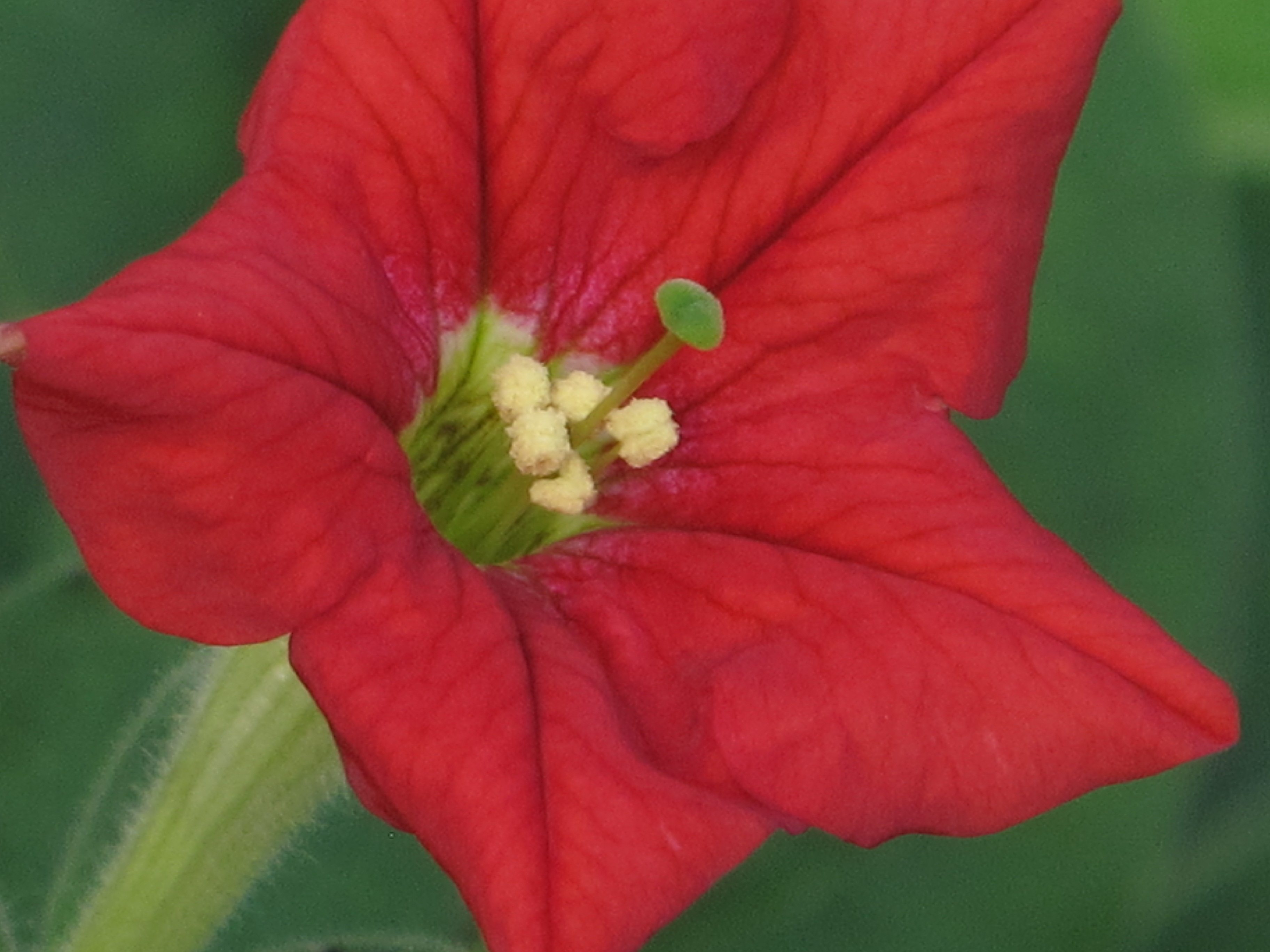
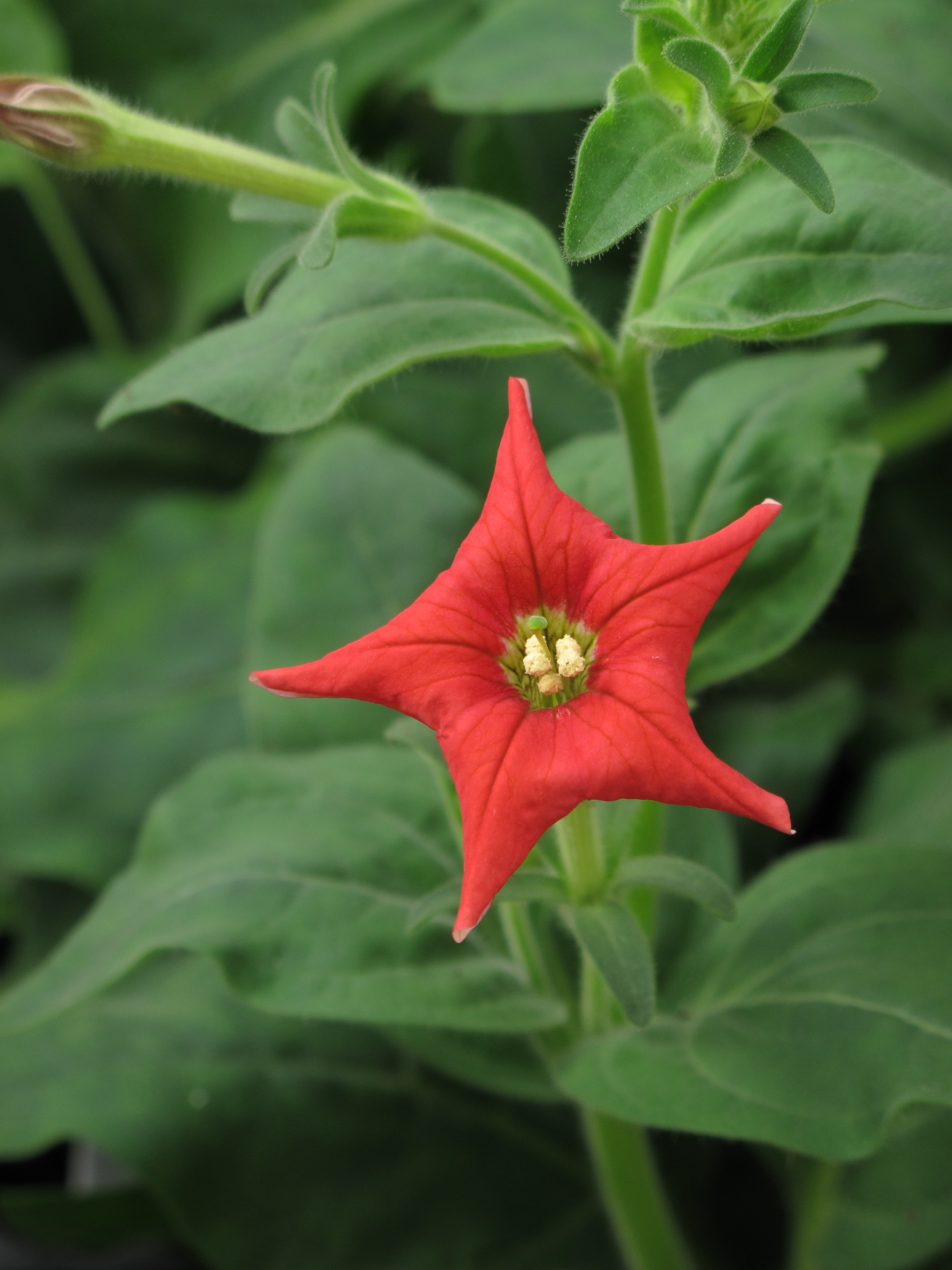